# Перепис населення Канади (2006)
Перепис населення Канади 2006 року (англ. Canada 2006 Census) — перепис населення Канади, що відбувся 1—13 травня 2006 року Це був перший в історії Канади перепис населення, на якому можна було відповісти на питання анкет не безпосередньо опитувачеві, а через інтернет. За твердженням Статистичної служби Канади, це дозволило обробити дані, отримані в такий спосіб, значно швидше, ніж тим, що були записані на папері. На питання анкети можна було відповісти також поштою.
Перепис населення Канади 2006 року був також першим переписом в історії Канади, на якому обробка результатів перепису була проведена не вручну, а за допомогою комп'ютерів. Опитувальні анкети було відскановано, відцифровано й оброблено.

## Результати перепису
Під час перепису 2006 року було встановлено проживання в Канаді представників понад як 200 національностей. Для порівняння, під час перепису 1901 року було записано 25 різних етнічних груп.
Під час перепису 2006 року в Канаді вперше в її історії було зафіксовано представників з острова Монтсеррат та африканських країн Чад, Габон, Гамбія, Замбія.
Перепис 2006 року зафіксував у Канаді 10 етнічних груп з кількістю представників понад 1 мільйон осіб.
- Канадці — понад 10 мільйонів осіб, з них 5,7 млн мають предків єдиного етнічного походження, 4,3 млн мають предків більш ніж одного етнічного походження. Це переважно англоканадці або франкоканадці.
- Англійці — 6,6 млн,
- Французи — 4,9 млн,
- Шотландці — 4,7 млн,
- Ірландці — 4,4 млн,
- Німці — 3,2 млн,
- Італійці — 1,4 млн,
- Китайці — 1,3 млн,
- Північноамериканські індіанці — 1,3 млн,
- Українці — 1,2 млн,
- Нідерландці — 1,0 млн.

Список перших десяти найбільших народностей Канади майже не змінився з часів перепису 2001 року, єдина відмінність полягає в тому, що індіанці Канади стали чисельнішими від українців й посіли дев'яте місце, а українці відповідно десяте. Однак, якщо врахувати, що ті, хто назвав себе під час перепису канадцем, є фактично англоканадцями або франкоканадцями, а індіанці Канади це багато різних народів, то можна вважати, що українці Канади фактично є восьмим за чисельністю народом Канади.
Під час перепису 2006 року 10,1 млн жителів Канади або 32,2 % населення своєю національністю назвали «канадець». Порівняно з цим, під час перепису 2001 року визначили свою національність як канадець 11,7 млн осіб, або 39,4 % населення країни. Більшість із них мають англійське або французьке походження.
Перепис 2006 року показав подальше зростання частки канадців, що мають предків кількох національностей. У 2006 році таких канадців зафіксовано 41,4 %, а у 2001 році їх було 38,2 % населення.